# نیو اسمیرنا بیچ (فلوریدا)
نیو اسمیرنا بیچ (به انگلیسی: New Smyrna Beach) شهری در شهرستان ولوسیا ایالت فلوریدا است که در سال ۱۸۸۷ بنیان‌گذاری شده‌است. این شهر طبق سرشماری سال ۲۰۱۰ میلادی، ۲۲٬۴۶۴ نفر جمعیت داشته و مساحت آن نیز ۷۹٫۷ کیلومتر مربع است.

## نگارخانه

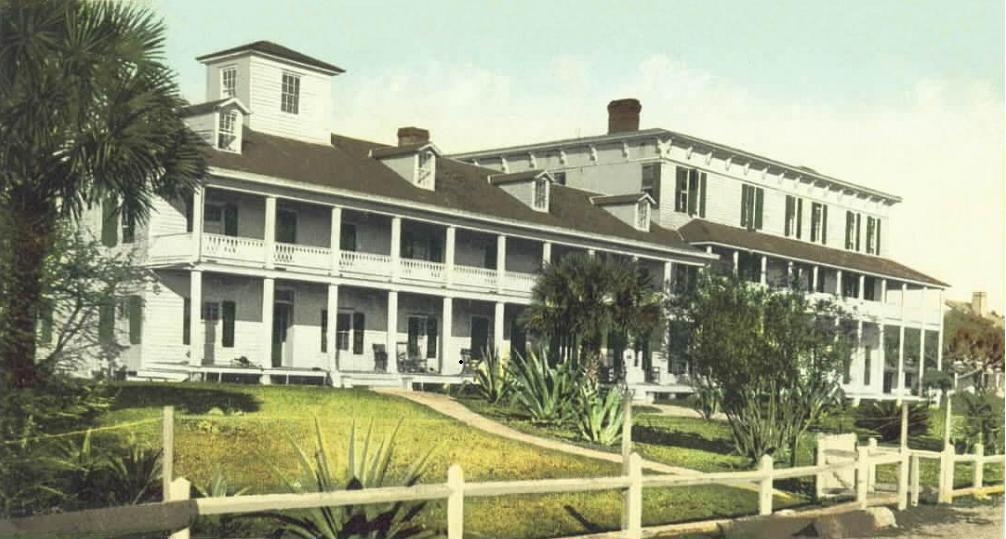
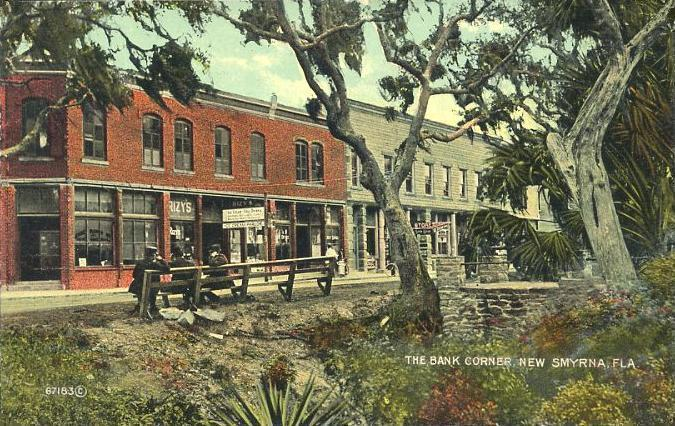
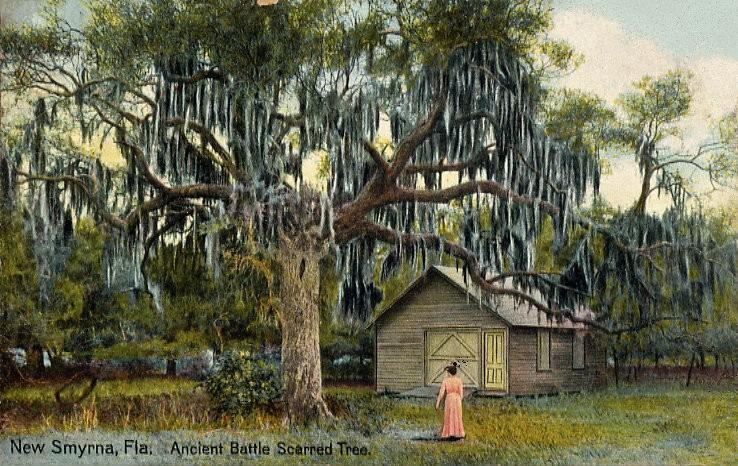
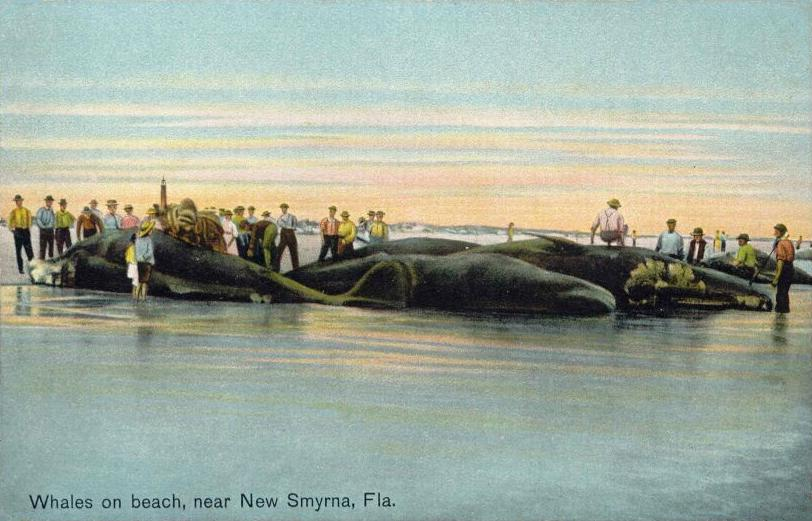
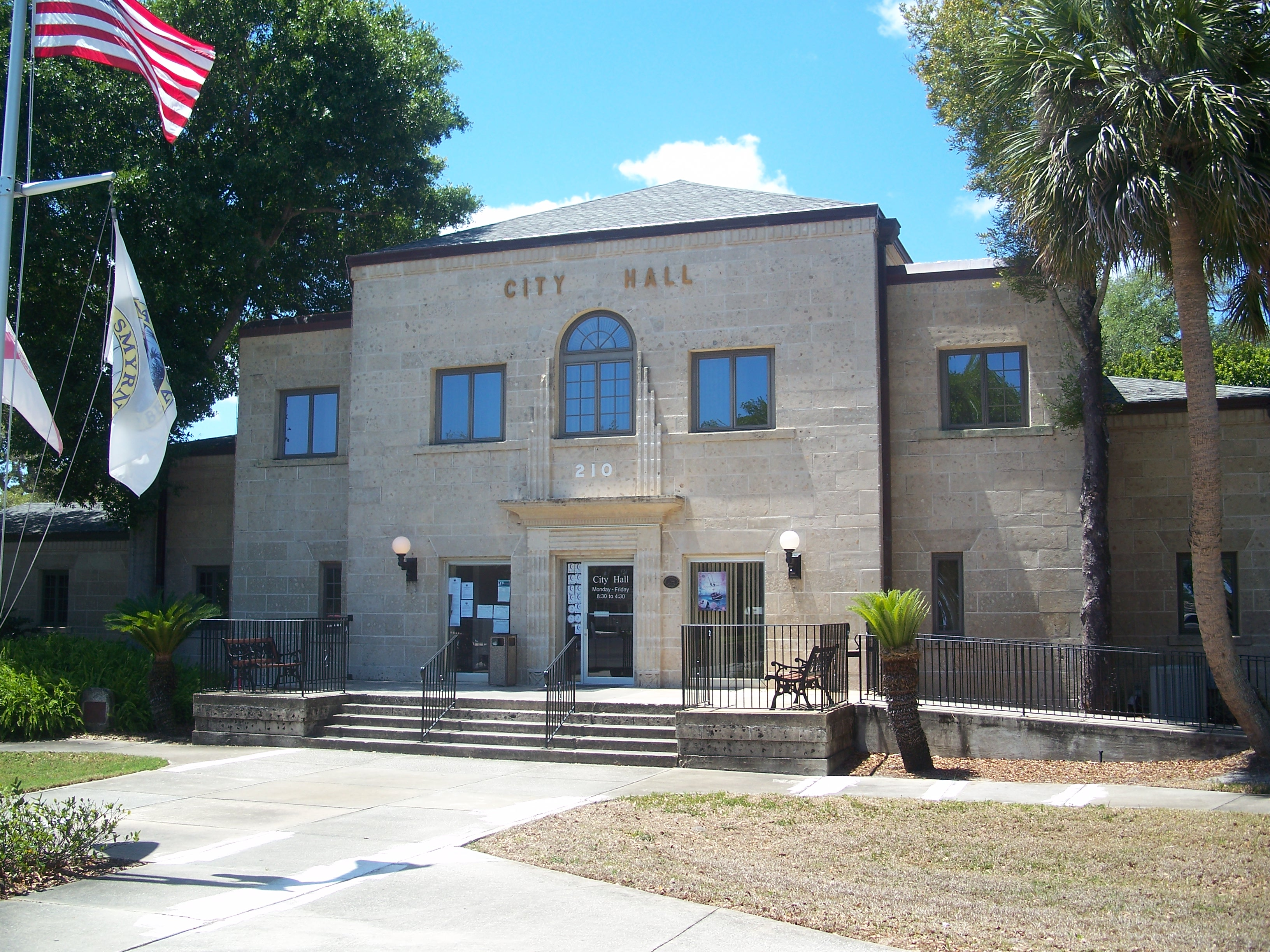
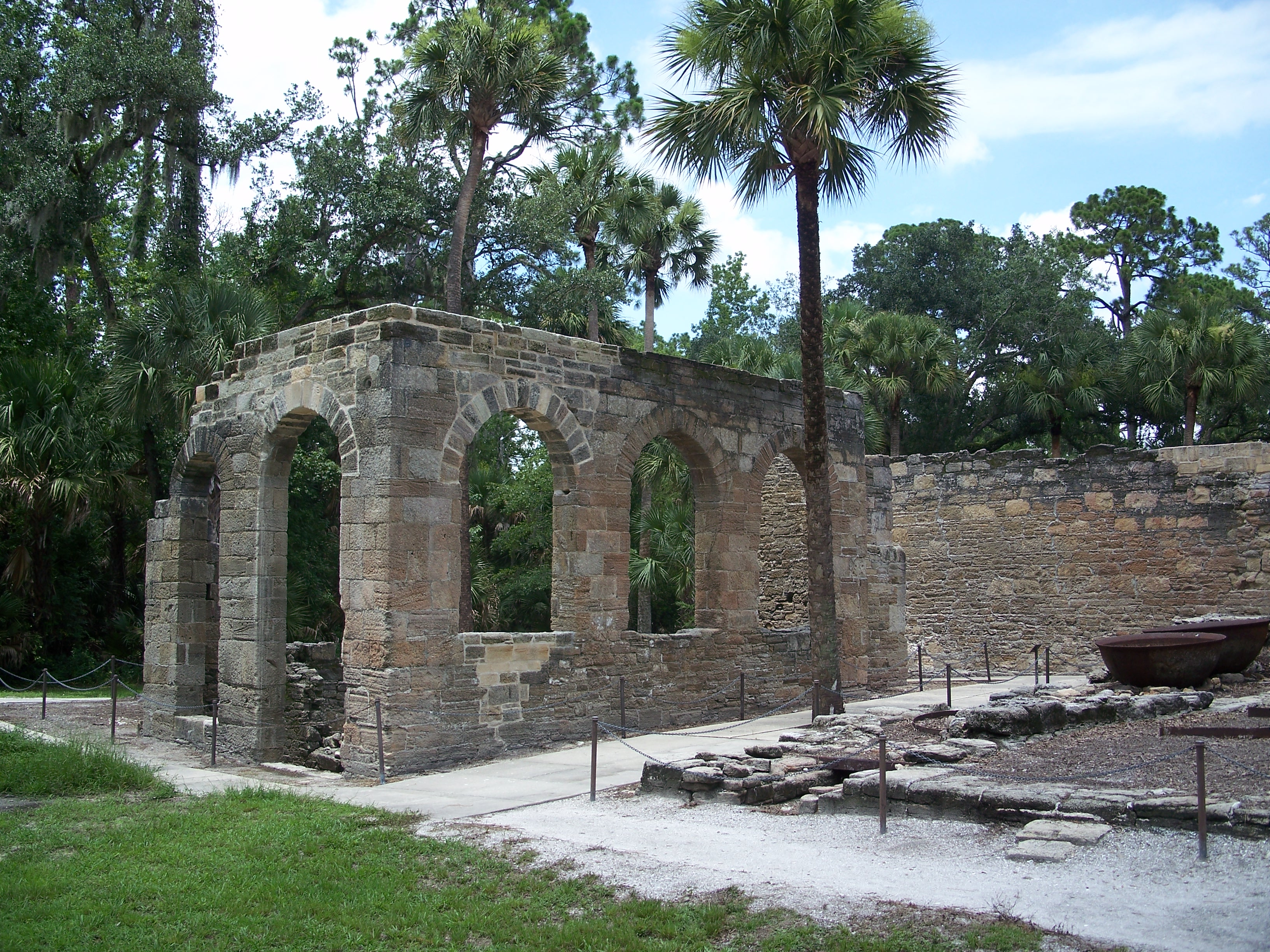
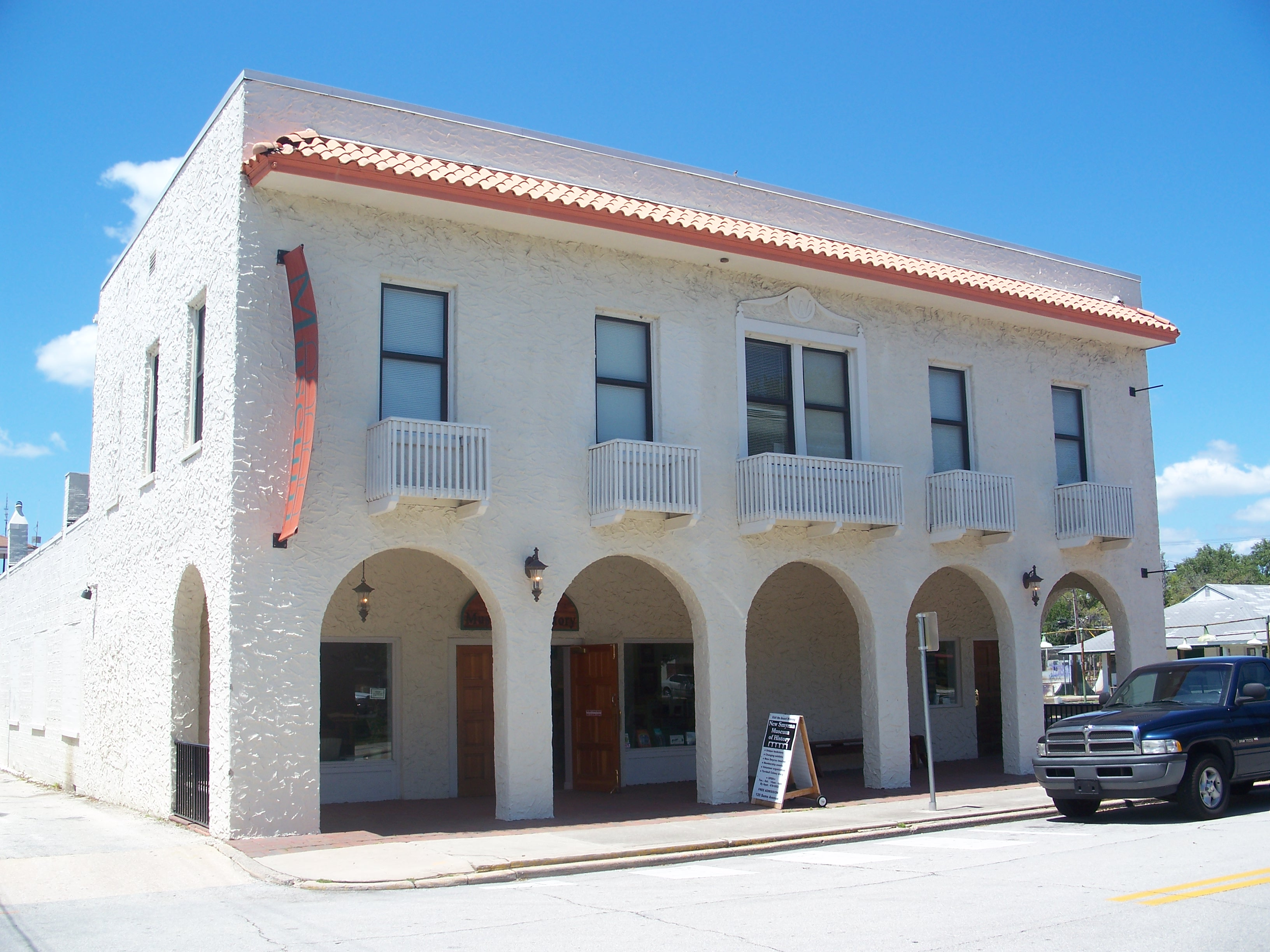
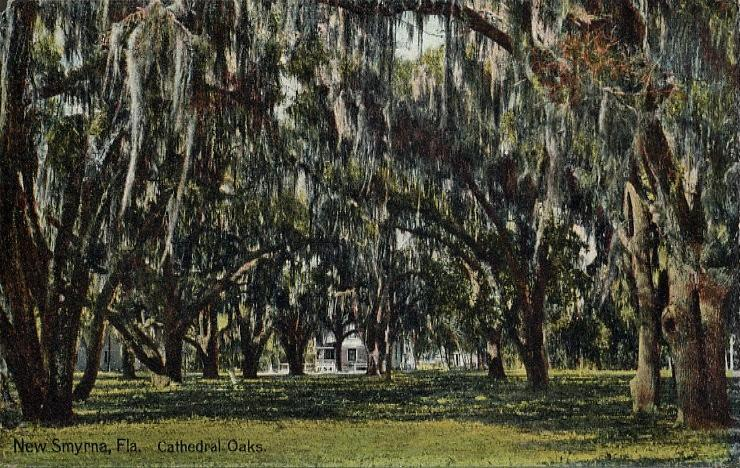